# غلوحنا (غرمسار كرمان)
غلوحنا (بالفارسية: گلوحنا) هي قرية تقع في إيران في قسم مردهك الریفي. يقدر عدد سكانها بـ 157 نسمة بحسب إحصاء 2016.